# Ключ 87
Ключ 87 (трад. и упр. 爪,爫, 爫) — ключ Канси со значением «коготь»; один из 34, состоящих из четырёх штрихов.
В словаре Канси есть 36 символов (из 49 030), которые можно найти c этим радикалом.

## История
Древняя идеограмма изображала скорее всего когти какой-то хищной птицы.
Самостоятельно иероглиф используется в значениях: «коготь», «ноготь», «лапа», «чесать», «скрести».
В качестве ключевого знака иероглиф используется редко. В сложных иероглифах располагается, как правило, в верхней части знака в виде 爫 или 爫.

Техника написания
Техника написания
Вид в Цзиньвэнь
Вид в Цзягувэнь
Вид в большой печати Чжуаньшу
Вид в малой печати Чжуаньшу

В словарях находится под номером 87.

## Различия в шрифтах
| Традиционный рукописный китайский вариант | Традиционный печатный вариант Китая и Японии |
| ----------------------------------------- | -------------------------------------------- |
| 爫                                        | 爫                                           |

- Примечание: Ваш браузер может отображать иероглифы неправильно.

## Примеры иероглифов
| Доп. штрихи | Иероглифы      |
| ----------- | -------------- |
| 0           | 爪 爫          |
| 4           | 㸒 㸓 𤓺 爬 爭 |
| 5           | 爮 爯 𤔅 爰    |
| 6           | 爱             |
| 7           | 㸔             |
| 8           | 𤔛 爲          |
| 9           | 𤔡             |
| 10          | 㸕 爳          |
| 11          | 噕 爴          |
| 12          | 𤔯             |
| 13          | 𤔷             |
| 14          | 爵 𤔻 𤔽 𤔾    |

- Примечание: Ваш браузер может отображать иероглифы неправильно.